# البرنس (فلم)
البرنس هو فيلم مصري تم إنتاجه عام 1984 وهو تمثيل الفنان أحمد زكي والفنان حسين فهمي والفنانة ناهد يسري. والفيلم إخراج فاضل صالح.
هذا الفيلم هو أول فيلم يخرجه فاضل صالح كما لم يخرج بعده سوى فيلم صديقي الوفي في نفس العام.

## قصة الفيلم
يقرر يوسف التخلص من أفراد عائلته حتى يرثهم وليحمل لقب البرنس. ينفذ خطته ويقتل ستة أفراد ويصبح البرنس. يتزوج أمينة أرملة أحدهم. يتهمه رجال الشرطة بقتل سمير زوج حبيبته السابقة وردة ويحكم عليه بالإعدام. تتفق معه وردة على تقديم دليل براءته مقابل أن يتخلص من أمينة ليتزوجها، يوافق ويفرج عنه ولكنه ينسى داخل الزنزانة مذاكراته التي يعترف فيها بجرائمه الستة.

## وصلات خارجية
- مقالات تستعمل روابط فنية بلا صلة مع ويكي بيانات
- البرنس على موقع الدهليز